# Sommier (orgue)
Pour les articles homonymes, voir Sommier.
Dans l'orgue, le sommier est le dispositif qui distribue l’air sous pression aux tuyaux sonores en fonction des touches actionnées et des registres sélectionnés par l’organiste. Selon l'importance et la disposition de l'instrument, il peut y avoir un seul ou plusieurs sommiers.

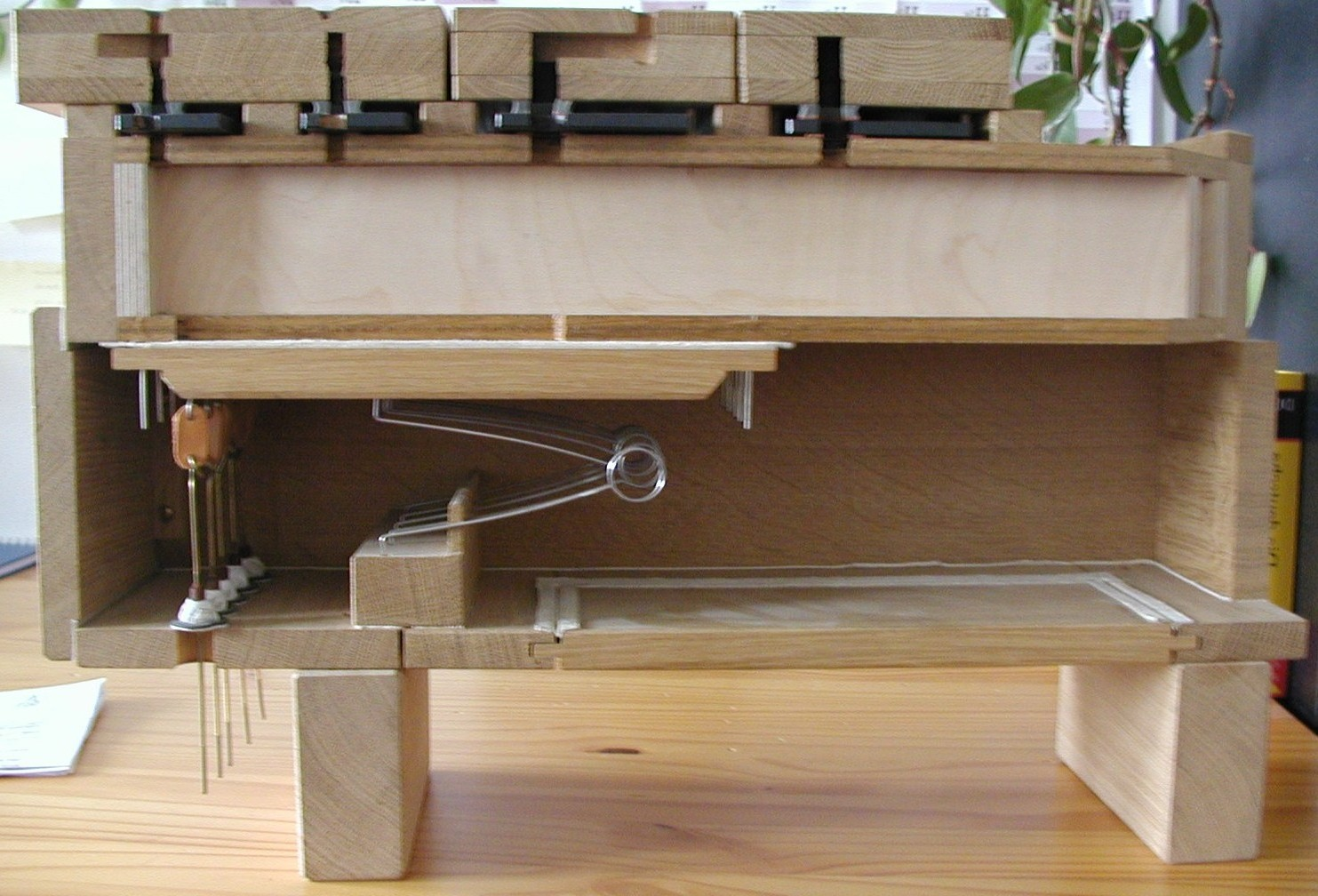
Voir principe de fonctionnement ci-dessous

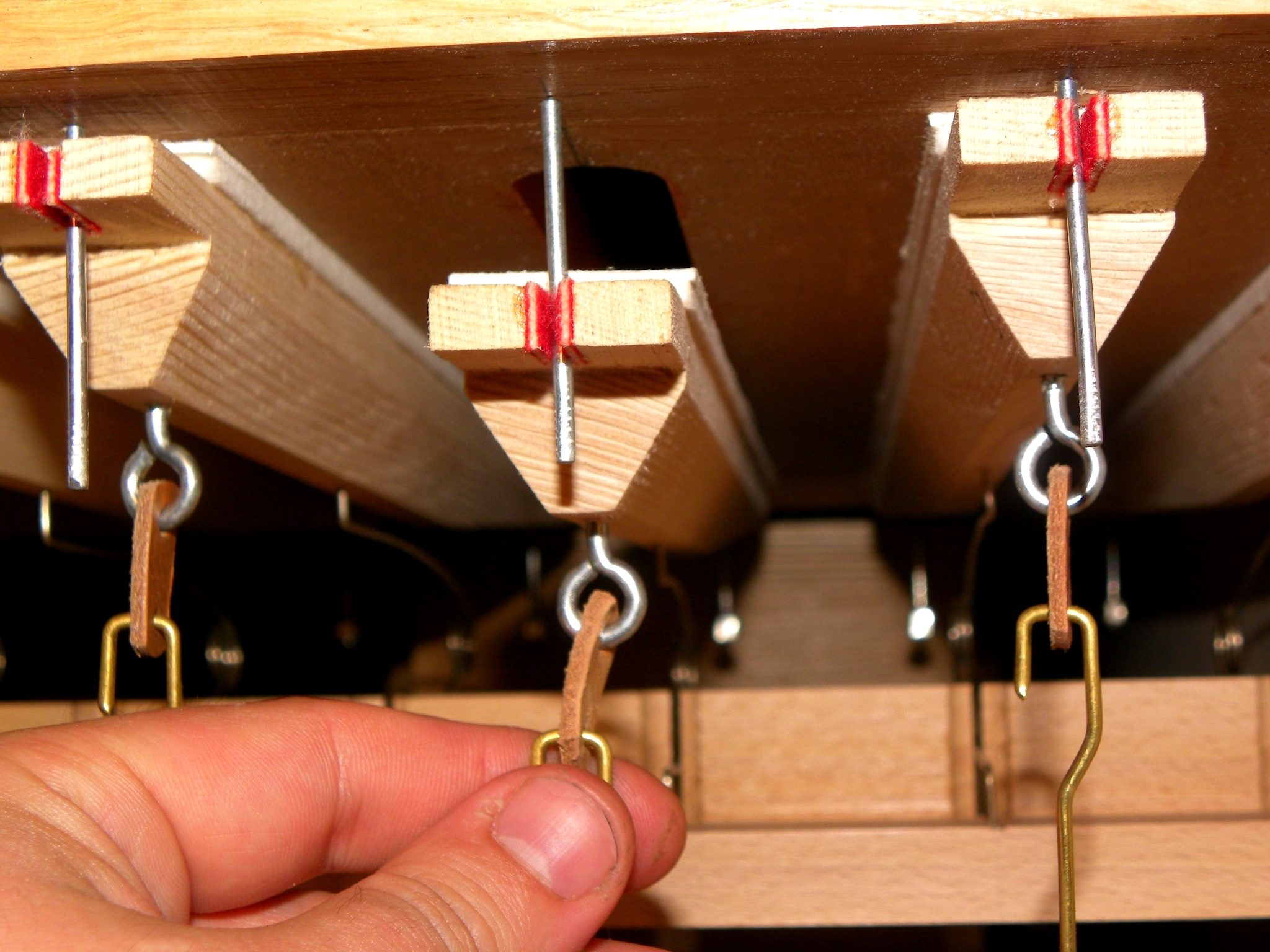
Soupapes de l'orgue

Le sommier est la partie la plus délicate de l’orgue, car il doit assurer une distribution parfaite et équilibrée du « vent » (air sous pression) venant de la soufflerie et la distribuer aux registres sélectionnés, sans fuites d’air qui pourraient faire « corner » l’instrument. L’étanchéité doit en être parfaite, ainsi que ce qu’on appelle l’« attaque » des notes.
Le vent arrive à la partie inférieure du sommier dans une sorte de caisson étanche (la laye) dont il peut sortir par des soupapes actionnées par l’organiste (la tige qui tire une soupape pénètre dans la laye au travers d’une boursette en cuir très souple qui assure l’étanchéité tout en permettant le mouvement). Il existe d'autres systèmes, à membrane notamment.

## Sommier à registres
Le système du sommier à registre est le plus courant de nos jours.
Lorsqu’une soupape s’abaisse, l’air pénètre dans un autre espace, la gravure, qui dessert l’ensemble des tuyaux correspondant à la note sélectionnée. La gravure est surmontée de bas en haut :
- par une table percée de trous en face de chacun des tuyaux ;
- par les registres, planchettes de bois allongées et percées de trous qui coulissent sur la table, perpendiculairement à la gravure ; en actionnant un registre, soit tiré, soit poussé, on met simultanément en ou hors fonction tous les tuyaux d'un même jeu.
- par une chape comparable à la table, et qui supporte la base des tuyaux.

La position du registre, tiré ou poussé, met en communication, ou non, la gravure avec le ou les tuyaux correspondants : l’air traverse alors, par les trous mis en regard, la table, le registre et la chape.
Un tuyau est donc sélectionné, et résonne, lorsque son registre est en position adéquate et que l’on appuie sur la touche qui le commande.

## Sommier à ressorts
Dans le sommier à ressorts, l'admission du vent dans chaque tuyau est commandée non par une seule soupape commandée par le clavier, mais, au-dessus de cette dernière, par une autre petite soupape maintenue fermée par un ressort. Cette seconde soupape peut être ouverte avec toutes les autres relatives au même jeu, grâce une cheville manœuvrée à l'aide d'une tringlerie commandant l'ensemble. Cette tringlerie est donc soumise à la poussée des nombreuses soupapes qui tendent à se refermer et doit elle-même être maintenue en position, quand on veut actionner le jeu concerné, par un système à cran ou à crémaillère.
Ce système est évidemment plus complexe que le système à registres coulissants ; il offre en avantage une insensibilité supérieure aux conditions climatiques (les registres coulissants, s'ils sont en bois, gonflent ou se rétractent selon l'humidité de l'air, pouvant alors coincer ou permettre des fuites d'air. En revanche, la maintenance est plus lourde (nécessité d'ouvrir tout le sommier) et la fiabilité pas toujours au rendez-vous. Cet inconvénient peut être éliminé par le système à double tiroir, ou toutes les secondes soupages d'un même jeu sont placées dans un tiroir qui permet d'extraire l'ensemble pour effectuer les réparations sans démonter tout le sommier (photo ci-dessous).

## Sommier à membrane
|  |  |